# 前田利政
前田 利政（まえだ としまさ）は、安土桃山時代から江戸時代前期にかけての武将・大名。前田利家の次男、母はまつ。

## 経歴
天正6年（1578年）、織田氏の家臣・前田利家の次男として尾張国荒子城（愛知県名古屋市）にて生まれる（『寛政重修諸家譜』）。
父・利家が豊臣氏に従い加賀半国と越中三郡を加増されると、利政もこれに伴い文禄2年（1593年）に能登国七尾城の城主となる。同年、豊臣姓を下賜された。のち小丸山城に移り、従兄の前田利好が七尾城に詰める。
さらに、文禄4年（1595年）、羽柴氏を与えられた。慶長4年（1599年）に父より能登に所領を分与されて大名となった。また、同年に大坂城の詰番衆となる。
利家死後の慶長5年（1600年）、豊臣政権五奉行の石田三成らが毛利輝元を擁立して五大老の徳川家康に対して挙兵すると、兄・利長と共に東軍に属し関ヶ原に向かう途中、北陸の西軍方の大聖寺城の山口宗永を陥れた。しかし、途上で突如、利長たちは金沢へ引き返した（一説には敦賀城主大谷吉継側の謀略によるといわれる）。金沢城へ引き返したあと利長が再出陣するが、利政は動かなかった。その原因は妻子が三成の人質となっていたためともいわれる（『象賢紀略』）。また利政は家康に対する反発心から石田三成方に気脈を通じていたとする指摘もある。見瀬和雄は利政は妻子の救出を図ろうとしたが、事態が急速に展開し、利長が出陣したために、病気と偽り出陣しなかったのではないかとし、石田方であったとする説を否定している。また、『天寛日記』の一節を引用して、利政が石田方についたと家康に訴え出たのは他ならぬ利長であったと指摘している。
関ヶ原の戦い後、西軍が敗れたために利政は能登の所領を没収され、その所領は兄に与えられた。その後は京都の嵯峨に隠棲し、宗悦と号した。本阿弥光悦とも親交があったとされる。慶長19年（1614年）からの大坂の陣では、両陣営から誘いを受けたが中立を決め込んだという。戦後、豊臣方からの誘いに乗らなかった利政の行動に家康は気に入り、利政を10万石の大名として取り立てる打診をしたが、「自分は大野治長の指揮下に入りたくなかっただけで、関東方（徳川氏）への忠節を尽くす行動ではない」と辞退している。ただし、利政の大名取り立てが実現しなかった背景には母の芳春院の働きかけにもかかわらず、家康が言を左右にしたという事情や関ヶ原の戦いの時の利政の行動を許せなかった兄・利長が拒否し続けた事情があったとする指摘もある。
寛永10年（1633年）、京都の町人・角倉与市邸（長女の婚家先）で死去。享年55。墓所は京都府京都市北区の大徳寺。
なお、利政の子・直之は叔父の加賀藩主・前田利常に仕え、前田土佐守家を立てた。